# Mythimna mollis
Mythimna mollis är en fjärilsart som beskrevs av Emilio Berio 1974. Mythimna mollis ingår i släktet Mythimna och familjen nattflyn. Inga underarter finns listade i Catalogue of Life.